# F.I.S.T. – Ein Mann geht seinen Weg
F.I.S.T. – Ein Mann geht seinen Weg ist ein US-amerikanischer Film des Filmregisseurs Norman Jewison aus dem Jahr 1978.
Das Filmunternehmen United Artists versuchte mit F.I.S.T – Ein Mann geht seinen Weg an den Erfolg des Kinofilms Rocky anzuknüpfen. Dieser war ebenfalls mit Sylvester Stallone in der Hauptrolle besetzt.

## Handlung
Cleveland im Jahr 1937: Ein Hilfsarbeiter muss 14 Stunden täglich arbeiten, wird aber nur für acht Stunden bezahlt. Johnny Kovak be- und entlädt mit seinen Kollegen LKW. Aufgrund der ungerechten und willkürlichen Behandlung entwickelt sich ein spontaner Streik, bei dem Kovak sich zum Sprecher seiner Kollegen entwickelt. Die Geschäftsführung geht scheinbar auf die Forderungen ein, entlässt aber anschließend alle beteiligten Arbeiter.
Seine Führungsqualitäten sind jedoch nicht unbemerkt geblieben, und so wird Kovak zusammen mit seinem besten Freund Abe von der Fernfahrergewerkschaft angestellt. Schnell gewinnt er an Einfluss, Bestechungs- und Einschüchterungsversuche weist er von sich. Dennoch stößt er an seine Grenzen, als die Geschäftsleitung einer Spedition bei einem von der Gewerkschaft „F.I.S.T.“ ausgerufenen Streik Schläger anheuert, um den Streik zu unterbinden, und ein Arbeiter zu Tode geprügelt wird.
Kovak wendet sich in seiner Verzweiflung an seinen Jugendfreund Vince, der sich zu einem lokalen Mobster entwickelt hat. Mit Hilfe der Gangster kann der Streik erfolgreich beendet werden, da mit Hilfe der Mobster auch Molotowcocktails und Schusswaffen eingesetzt werden. Bei der finalen Auseinandersetzung tötet Kovak fast einen Angestellten der bestreikten Firma, wird aber von Abe im letzten Moment zurückgehalten.
Die Zusammenarbeit mit den Gangstern ist jedoch ein zweischneidiges Schwert. Einerseits verschafft sie Kovak die nötige Unterstützung bei zukünftigen Verhandlungen und er wird durch seine Erfolge zum Bundesvorsitzenden seiner Gewerkschaft gewählt. Andererseits sind die Dienste der Verbrecher nicht umsonst zu haben. Die Gewerkschaft wird zunehmend unterwandert und korrumpiert, so dass sich nun auch die Politik dafür zu interessieren beginnt und einen Ausschuss zur Bekämpfung des organisierten Verbrechens einrichtet.
Da der Erfolg der Gewerkschaft unter Kovak ab nun wesentlich auf der Monopolbildung und -erhaltung basiert, greift Kovak selbst zu machterhaltenden Maßnahmen. Die Bildung konkurrierender Organisationen wird gewaltsam unterdrückt und die Gewerkschaft agiert durch ihre angeheuerten Schläger im Prinzip mit den gleichen Methoden wie die ausbeuterischen Unternehmen, die sie einst bestreikt hat. Diese Art der juristisch und moralisch bedenklichen Geschäftsführung und der sich ausweitende Einfluss der Gangster führt schließlich zum Bruch zwischen Kovak und Abe.
Kovak gerät immer mehr unter politischen Druck. Er wird vor den Untersuchungsausschuss zitiert, wo man ihm mitteilt, dass Abe ermordet wurde. Daraufhin tritt Kovak noch einmal spektakulär und emotional vor Gericht auf. Als er nach Hause zurückkehrt, wird er von zwei Killern erschossen. Die Schlusseinstellung zeigt einen LKW, der einen Aufkleber mit der Frage „Wo ist Johnny?“ trägt – eine Anspielung auf das Verschwinden von Kovaks Leiche.

## Kritik
„Atmosphärisch überzeugende und in der künstlerischen Gestaltung beeindruckende Studie eines Mannes, der unfähig bleibt, in seinem starrsinnigen Idealismus die Problematik seiner eigenen Machtposition zu durchschauen.“

## Perspektive
Der Film identifiziert sich zunächst völlig mit der Position von Kovak und ist ein moralischer Point-of-View-Shot. Die Gewerkschafter sind zunächst gut und edel, während des monatelangen Streikes halten alle Fernfahrer zusammen und einige singen Lieder von Woody Guthrie. Die Geschäftsführer hingegen betrügen ihre Angestellten und wenden Gewalt zur Bekämpfung von Gewerkschaften an. Als Kovak die Hilfe der Mobster in Anspruch nimmt, wird dieses Bild brüchig. Filmjahre später haben sich Kovak und einige Mitstreiter in der Gewerkschaft in Abbilder ihrer ehemaligen Gegner verwandelt und sind ebenfalls vor allem auf den eigenen Vorteil bedacht. Kovak fängt an, die Zusammenarbeit mit den Mobstern zu bedauern, sieht aber keinen Weg, die Mafia-Verbindungen aufzulösen.
Symbolisiert wird diese Wandlung durch das Rauchen von Zigarren, das am Anfang des Films nur von den Arbeitgebern praktiziert wurde. Während sein alter Freund Abe nachdenklicher wird und kritisch zu einigen Vorkommnissen steht, kann oder will Kovak die Zusammenarbeit mit den Gangstern, die sich Millionenkredite aus dem Pensionsfonds der Gewerkschaft gewähren lassen, nicht beenden. Als er es schließlich doch tut, ist es bereits zu spät.

## Hintergründe
- Die Filmhandlung und die zwielichtige Haltung von Kovak sind unverkennbare biografische Anspielungen auf die Zustände bei der amerikanischen Transportarbeitergewerkschaft der Teamsters, insbesondere unter ihrem Präsidenten Jimmy Hoffa, dem entsprechende Kontakte zur Mafia nachgewiesen werden konnten und der am 30. Juli 1975 spurlos verschwand.
- „F.I.S.T.“ steht für „Federation of Interstate Truckers“. Die Abkürzung ist zugleich das englische Wort für „Faust“.
- Sylvester Stallone wird im Vorspann als Co-Autor des Drehbuchs geführt, obwohl Joe Eszterhas das Script alleine verfasst hatte. Stallone nahm allerdings einige Änderungen daran vor und kürzte es. Das Original von Eszterhas hätte zu einem Film mit einer Länge von sechs Stunden geführt. Die Aufführung Stallones in den Credits wurde aus Imagegründen von Studio United Artists vorgenommen.
- Der Film kann in Darstellung und Präsentation und auch in seiner politischen Ausrichtung als typischer Vertreter des New Hollywood gelten, das seine Hochphase zwischen 1967 und 1976 hatte.
- Bei einem geschätzten Budget von 10 Mio. US-Dollar konnte der Film etwas mehr als 20 Mio. US-Dollar an den Kinokassen wieder einspielen.[2]